# Antipode

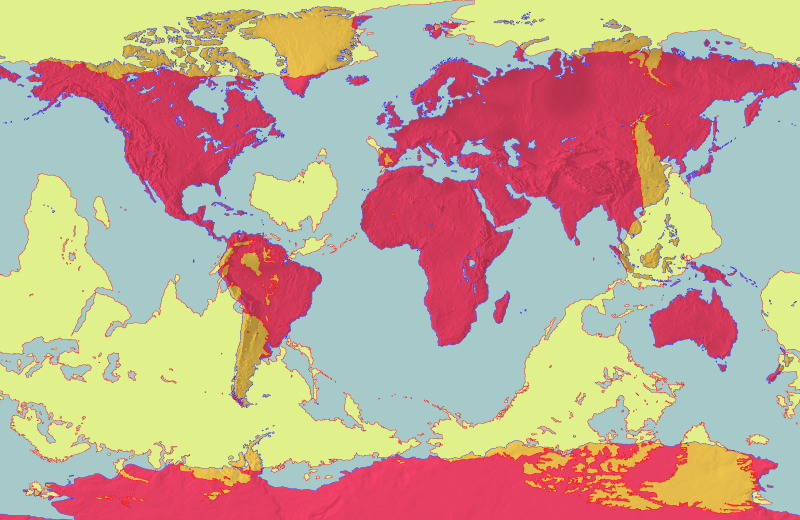
Wereldkaart met daarop de antipode van elk punt aangegeven

Een antipode heeft diverse betekenissen. Figuurlijk gesproken is een antipode het tegenovergestelde, of iemand met een tegengesteld karakter of mening, een tegenpool. Het begrip komt uit de geografie. Daar heeft het de betekenis van een lijn door het middelpunt van de aarde, die het aardoppervlak tweemaal snijdt. Het woord komt uit het  Grieks:  anti- = “tegen” en pous, podos = “voet”. Antipodes zijn twee punten, tegenover elkaar gelegen aan weerszijden van de wereld. De kortste afstand tussen twee antipoden (over de aardbol) is een grootcirkel.
Als men een punt op het oppervlak naar het oosten verplaatst, verplaatst zijn antipode naar het westen. Wanneer men het punt naar het noorden verplaatst, verplaatst zijn antipode naar het zuiden. De oriëntatie verandert dus zoals bij een spiegelbeeld: als de weg van een punt een bocht naar rechts maakt, maakt de weg van de antipode een bocht naar links. Bij een rechthoekige projectie als boven ontstaat de antipodenkaart door de normale kaart te spiegelen ten opzichte van de evenaar en vervolgens 180 graden in oost-west richting te verschuiven.
Antipode kan ook een tegenvoeter aanduiden, een bewoner van het diametraal tegenoverliggende deel van de aardbol. Er zijn tijden geweest dat men in beschavingen op het noordelijk halfrond wel wist dat de aarde bolvormig was en dat de zwaartekracht in de richting van het middelpunt werkt, maar waarin men nog nooit de evenaar had gepasseerd. Men vermoedde dat dit wegens de hitte niet zou kunnen, maar besefte dat er nog zuidelijker wel weer een zone met een gematigd klimaat zou zijn. De hypothetische volkeren die daar zouden kunnen leven werden antipoden genoemd. Religieuze vraagstukken waren daarbij hoe het zat met de afstamming van alle mensen van Adam en Eva en of ze verdoemd waren omdat ze niet geëvangeliseerd konden worden, of dat God zich apart aan hen had geopenbaard.

## Voorbeelden van geografische antipoden
Aangezien de Aarde voor het overgrote deel uit oceaan bestaat, ligt de antipode van de meeste plaatsen onder water. Omdat daarenboven het grootste deel van het vasteland bestaat uit niet-stedelijk gebied, zijn steden die elkaars perfecte antipode zijn uiterst zeldzaam. Een voorbeeld is de Argentijnse stad Río Cuarto, wiens zuidelijke buitenwijken de antipode zijn van de oostelijke buitenwijken van de Chinese stad Taihe (iets ten noorden van Fuyang).
De antipode van eender welk punt binnen de Lage Landen bevindt zich in een afgelegen stuk van de Grote Oceaan op ruim 1000 km ten zuidoosten van het Zuidereiland van Nieuw-Zeeland. Specifiek gaat het om het gebied ten (zuid)oosten van de Antipodeneilanden, ruwweg ter hoogte van Bollons Seamount.
De bovengenoemde Antipodeneilanden ontlenen hun naam aan het feit dat ze het stuk land zijn dat het dichtst bij de (in het water gelegen) antipode van de stad Londen ligt. De werkelijke antipode van deze Nieuw-Zeelandse eilandgroep bevindt zich in de buurt van het Franse Cherbourg, meer bepaald in zee op zo'n 3,5 km ten zuidoosten van de vuurtoren in Gatteville-le-Phare.